# Lionel Jospin
 Der er for få eller ingen kildehenvisninger i denne artikel, hvilket er et problem. Du kan hjælpe ved at angive troværdige kilder til de påstande, som fremføres i artiklen.

Lionel Jospin (født 12. juli 1937) er en fransk politiker. Jospin var Frankrigs premierminister 1997-2002 og Frankrigs Undervisningsminister i perioden 1988-1992. 
Jospin var Socialistpartiets (PS) kandidat ved præsidentvalgene i 1995 og i 2002. 
Ved valget i 2002 tabte Jospin i første valgrunde til Jean-Marie Le Pen, lederen af det højre-radikale parti Front National. Tabet førte til selvransagelse i PS.
Valget 2002 vundet af Jacques Chirac fra Rassemblement pour la République, der fik endnu en periode som Frankrigs præsident. Jacques Chirac fik 19,88% af stemmerne i første valgrunde og 82,21% i anden runde. 
Jean-Marie Le Pen fik 16,86% i første valgrunde og 17,79% i anden runde. 
Lionel Jospin fik 16,18% i første valgrunde. Dermed kunne han ikke forsætte som kandidat i anden runde. 
Lionel Jospin er uddannet fra Institut d'Études Politique de Paris og École National d'Administration. 
Trods sit image som traditionel socialist gennemførte Jospin flere større privatiseringer i sin regeringsperiode. Jospin gennemførte desuden 35-timers arbejdsuge som led i bekæmpelse af Frankrigs høje arbejdsløshed.
Lionel Jospin var trotskist i sin ungdom.